# Wijken en buurten in Niedorp
De voormalige Nederlandse gemeente Niedorp was voor statistische doeleinden onderverdeeld in wijken en buurten. De gemeente was verdeeld in de volgende statistische wijken:
- Wijk 00 Winkel (CBS-wijkcode:041200)
- Wijk 01 Nieuwe-Niedorp (CBS-wijkcode:041201)
- Wijk 02 Oude-Niedorp (CBS-wijkcode:041202)
- Wijk 03 Barsingerhorn en omgeving (CBS-wijkcode:041203)

Een statistische wijk kan bestaan uit meerdere buurten. Onderstaande tabel geeft de buurtindeling met kentallen volgens het Centraal Bureau voor de Statistiek (2008):
| CBS-buurtcode | Buurtnaam                                       | Inwonertal | Opp. totaal (ha) | Opp. land (ha) | Ligging                |
| ------------- | ----------------------------------------------- | ---------- | ---------------- | -------------- | ---------------------- |
| BU04120000    | Winkel                                          | 3100       | 458              | 450            | Locatie in de gemeente |
| BU04120001    | Lutjewinkel                                     | 490        | 213              | 205            | Locatie in de gemeente |
| BU04120002    | De Weere (gedeeltelijk)                         | 110        | 352              | 340            | Locatie in de gemeente |
| BU04120003    | Langereis (gedeeltelijk)                        | 80         | 130              | 129            | Locatie in de gemeente |
| BU04120009    | Verspreide huizen in de Groetpolder             | 270        | 995              | 956            | Locatie in de gemeente |
| BU04120100    | Nieuwe-Niedorp                                  | 2600       | 280              | 262            | Locatie in de gemeente |
| BU04120101    | Terdiek                                         | 150        | 369              | 365            | Locatie in de gemeente |
| BU04120102    | Langereis (gedeeltelijk)                        | 170        | 181              | 178            | Locatie in de gemeente |
| BU04120103    | 't Veld en De Kampen                            | 470        | 457              | 453            | Locatie in de gemeente |
| BU04120104    | Wateringskant                                   | 60         | 153              | 153            | Locatie in de gemeente |
| BU04120105    | Moerbeek                                        | 110        | 171              | 171            | Locatie in de gemeente |
| BU04120200    | Oude-Niedorp                                    | 400        | 410              | 398            | Locatie in de gemeente |
| BU04120201    | 't Veld en De Weel (gedeeltelijk)               | 1610       | 194              | 192            | Locatie in de gemeente |
| BU04120202    | Zijdewind                                       | 300        | 58               | 55             | Locatie in de gemeente |
| BU04120203    | Westermoerbeek (gedeeltelijk)                   | 50         | 145              | 144            | Locatie in de gemeente |
| BU04120209    | Verspreide huizen in De Kampen                  | 100        | 250              | 250            | Locatie in de gemeente |
| BU04120300    | Barsingerhorn                                   | 740        | 672              | 655            | Locatie in de gemeente |
| BU04120301    | Kolhorn                                         | 860        | 91               | 85             | Locatie in de gemeente |
| BU04120302    | Haringhuizen                                    | 170        | 246              | 246            | Locatie in de gemeente |
| BU04120306    | Verspreide huizen Westermoerbeek (gedeeltelijk) | 60         | 242              | 242            | Locatie in de gemeente |
| BU04120307    | Verspreide huizen Westfriese Zeedijk            | 150        | 233              | 227            | Locatie in de gemeente |